# Прхаєво
Прхаєво (словен. Prhajevo) — поселення в общині Велике Лаще, Осреднєсловенський регіон, Словенія. 
Висота над рівнем моря: 539,6 м.